# 런던 지하철 1996년식 전동차
런던 지하철 1996년식 전동차(London Underground 1996 stock)는 런던 지하철 주빌리선의 철도 차량이다. 이 열차는 1997년 GEC 알스톰 - 메트로-캠멜에 의해 제작되어 운행에 들어갔다. 이 열차는 노던선에 사용된 1995년식과 외관이 비슷하다.
원래 59대는 6량 편성으로 제작되었다. 2005년에는 무동력차량이 더 추가되어 각각 7량 편성이 되었고, 4대의 7량 편성을 추가하여 총 63량의 7량 편성을 확보했다.

## 역사
1996년식 차량은 그린 파크-스트랫퍼드간 주빌리선 연장(JLE)의 개통을 위해 주문되었다. 원래 계획은 1996년식과 비슷한 외관과 내부를 가진 1983년식 차량을 대대적으로 개조하고, 단엽문을 이중문으로 교체하는 것이었으나, 비용이 너무 많이 든다는 것이 판명되어 폐기되었다. JLE 건설이 지연되면서 1996년식은 JLE가 개장되기 훨씬 전인 1983년에 기존의 주빌리선에서 기존 차량을 대체하여 운행에 들어갔다. 첫 열차는 1996년 7월에 인도되어 1997년 12월 24일에 운행에 들어갔고, 최종 열차는 2001년 7월 31일에 운행에 들어갔는데, 나머지 다른 종류의 차량이 운행에 들어간 것보다 몇 달이 더 늦었다.
1995년식의 개발과 1996년식의 개발이 병행되었다. 상세한 설계는 알스톰이 워시우드 히스와 럭비 시설에서 했고, 첫 6량 열차는 알스톰의 바르셀로나 공장에서 1996년식 설계까지 제작하였다. 모든 형식 승인은 이 초기 열차 편성에 대해 수행되었다. 1995년식은 바르셀로나 공장에서 생산되었고, 1996년식의 재고가 뒤따랐다. 최종 조립과 장비는 인접한 생산 라인의 워시우드 히스에 있는 알스톰의 시설에서 이루어졌다.

## 개요
1996년식 차량은 1995년식 차량과 동일한 외부 차체를 가지고 있지만, 두 전동차는 실내, 좌석 배치 및 운전실(워릭 디자인 컨설턴트가 설계함), 견인 패키지 및 열차 관리 시스템, 트립콕 형상 등 약간의 차이를 가지고 있다. 1995년식 차량은 LED 차체 측면 조명을 사용하고 1996년식 차량은 필라멘트 전구를 사용한다. 또 1996년식은 알스톰제 고무 현가장치가 있는 알스톰제 대차를 사용하고, 1995년식은 노던선 지하의 어려운 선로 조건에 대처하기 위해 공기 현가장치가 있는 ADtranz 대차를 사용한다. 주요 기술적 차이점은 1996년식이 "최초의 최저 비용"을 위해 설계된 반면, 1995년식은 "수명 주기 비용"을 위해 설계되었기 때문에 발생하였으며, 알스톰이 이 차량의 서비스 제공자와 유지자 역할을 하는 계약을 따냈기 때문이다. 알스톰은 이후 이스트런던의 새로운 스트랫포드 마켓 차량사업소에서 수행될 1996년식을 위한 유지보수 계약을 따냈다.
1996년식 차량은 6량 편성 열차로, 2대의 3량 편성(운전차[DM], 무동력차[T], 운전석 없는 동력차[UNDM]으로 구성되며, 표준 열차 편성은 DM–T–UNDM+UNDM–T–DM으로 구성되었다. 이후 12대의 무동력 차량이 제빙 장비를 갖추고 있었으며, 이를 [DIT](De-Ising Trailer cars)라고 부른다.
열차의 한쪽 끝은 홀수 번호이고 다른 쪽 끝은 짝수 번호이다. 각 번호에는 5개의 숫자가 있다: 첫 번째 2개는 차량 유형(96), 세 번째는 차량 유형(DM의 경우 0 또는 1, T의 경우 2, 3, UNDM의 경우 4, 5, ST의 경우 6, 7(2005년에 추가된 특수 무동력차), DIT의 경우 8, 9)이다. 예를 들어, 6량 편성 열차는 96001, 96201, 96401, 96402, 96202, 96002가 된다.

## 개조

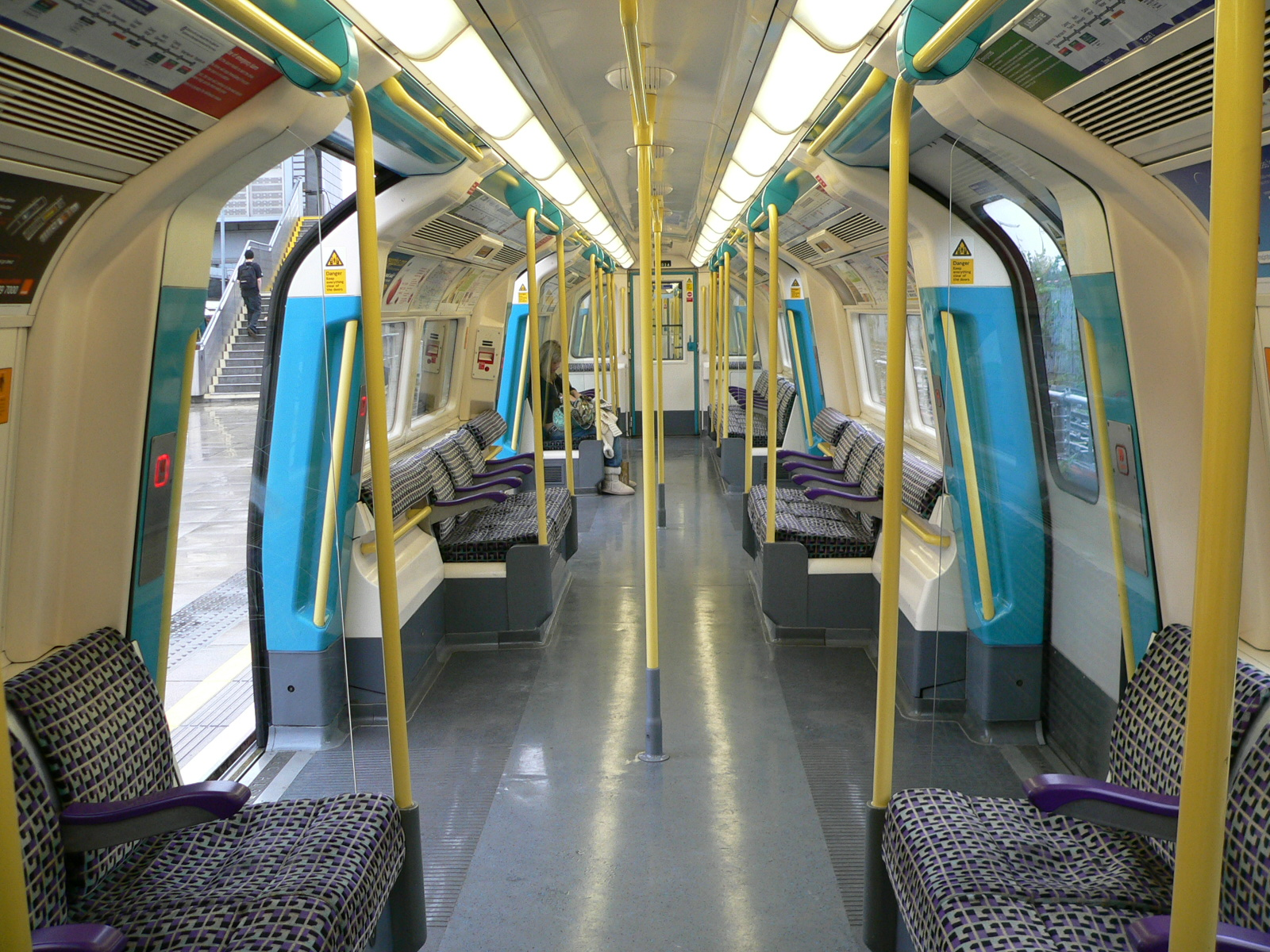
초기 1996년식 전동차 내부

도입 당시 열차는 무덤덤하고 회색 모켓이 있는 좌석으로 이루어졌으며, 이것들은 주빌리(Jubilee)를 나타내는 문자 J를 형성했다.(노던(Northern)선의 모켓은 문자 N을 형성했다.) 이 모켓은 2005년 11월, 1973년식과 1995년식에서 동시에 소개된 다색과 다양한 크기의 우묵한 정사각형을 가진 새로운 다크 블루 튜브 라인스 모켓으로 대체되었다. 동시에, 보라색 암레스트(armrests)는 새 좌석에 맞춰 파란색으로 다시 칠해졌다.
2012년 4월부터는 2012년 올림픽이 열리기 전 모든 열차에 새로운 바르만 모켓이 도입되었다.
2014년부터 외부 LCD 대상 디스플레이는 LED 장치로 교체되었다. 새 열차는 원래 노란색 대신 주황색 텍스트를 사용한다.
2017년부터 1996년식 차량이 처음 도입된 지 약 20년만에 개조에 들어갔다. 새로운 바닥이 설치되었고, 출입문에는 대조적인 색상과 홈이 나 있었다. 모든 손잡이는 주빌리선 색상(은색)으로 다시 도색되었으며, 일부 무동력 차량에는 새로운 휠체어 백보드가 제공되었다. 내부의 청록색 패널도 흰색으로 다시 칠해졌다. 외부 출입문 개폐 버튼도 도금 처리 되었다. 2017년 2월 23일 첫 개조열차가 운행을 시작하여, 최종적으로 2019년 12월에 모든 열차가 개조되어 운행에 들어갔다.

## 자동 열차 운행
자동 열차 운행 시스템은 주빌리 선 연장을 열기 위한 것이었지만, 지연과 기술적 어려움으로 인해 재래식 신호 시스템이 급하게 설치되었으며, 2011년까지 기관사는 트랙션 브레이크 컨트롤러라고도 알려진 데드맨 스위치를 사용하여 항상 수동으로 운전했다.
결국, 2009년부터 탈레스에서 셀트랙(SelTrac)이라고 불리는 새로운 신호 시스템이 설치하였다. 트랜스미션 기반 열차 제어(Transmission-based train control)라고도 하는 이 시스템은 기관사가 출입문을 여닫고 출발하는 작업을 하는 것 이외의 나머지를 열차가 자동으로 작동할 수 있도록 해준다. 시스템은 열차와 통신하기 위해 주행 중인 선로 사이에 배치된 유도식 트랙 루프를 사용한다.
새로운 신호 시스템으로 작동하기 위해, 1996년 모든 차량은 2개의 차량 탑재 제어기(VOBC)와 새로운 열차 운행 디스플레이(TOD)의 설치를 포함한 수정을 거쳤다.
2011년 1월 초부터 점차적으로 ATO가 도입되었으며, 2011년 6월 26일부터는 전적으로 ATO로 운영되고 있다. 이에 따라 2011년 7월 최고 운행횟수는 시간당 27회로 늘었고, 이후 시간당 30회로 증편되었다.

## 참고 문헌
- “Debut for high-tech Jubilee Line trains”. 《Rail》. 323호 (EMAP Apex Publications). 1998년 2월 10일. 12쪽. ISSN 0953-4563. OCLC 49953699.